# Altona-Altstadt
Altona-Altstadt, Hamburg-Altona-Altstadt – część miasta Hamburg w Niemczech, w dzielnicy Altona.

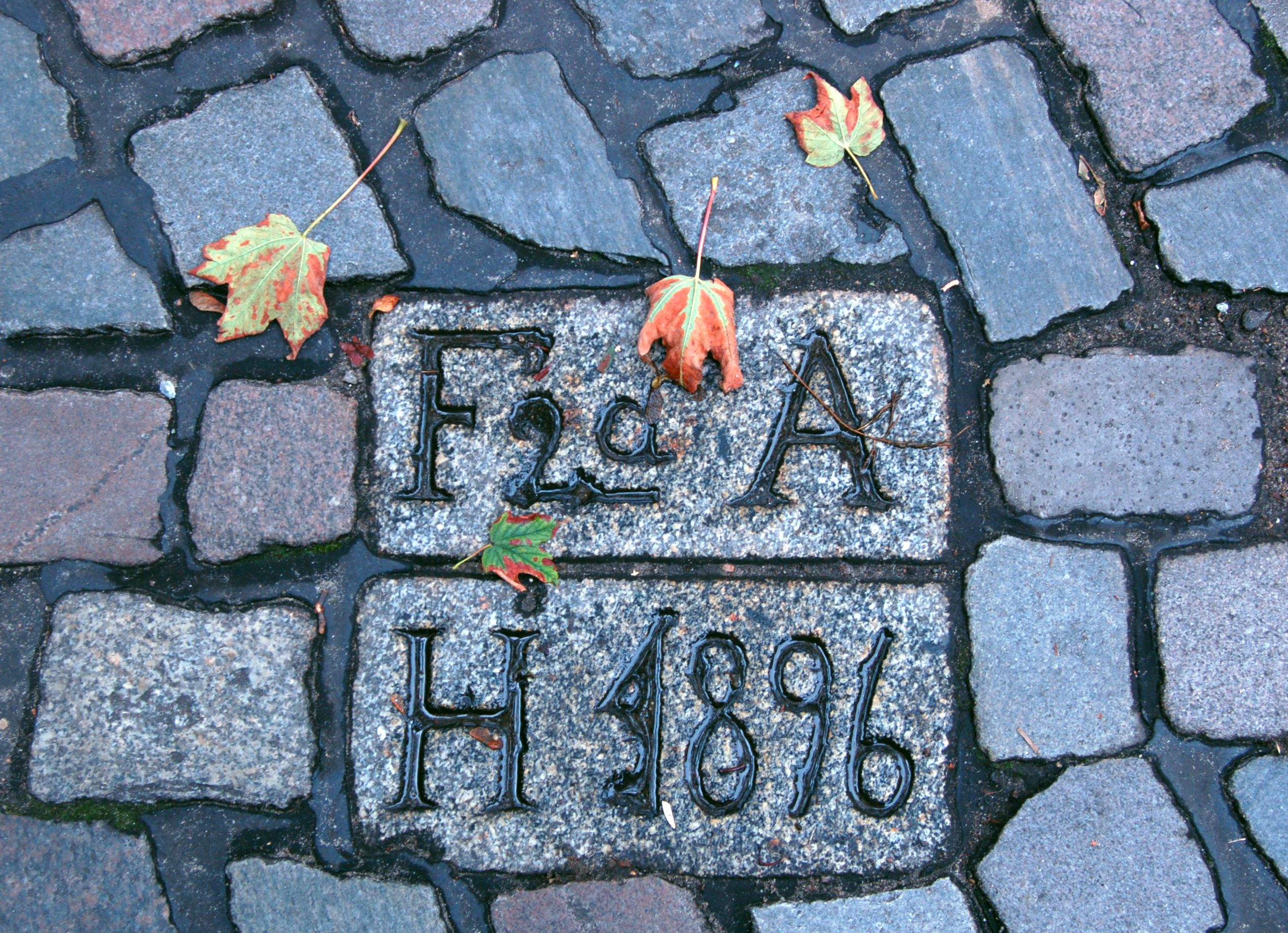
Kamień graniczny z 1896

Do 31 marca 1938 samodzielne miasto, ale na mocy Ustawy o Wielkim Hamburgu włączone w granice miasta.

## Historia
Altona została założona w 1535 roku jako osada rybacka w hrabstwie Holstein-Pinneberg. W 1664 roku altona wraz z hrabstwem Holstein-Pinneberg stała się częścią Księstwa Holsztynu. W dniu 23 sierpnia 1664 roku otrzymała od króla duńskiego Fryderyka III Oldenburskiego prawa miejskie. W tym samym roku Altona została pierwszym wolnym portem w Europie północnej. W styczniu 1713 roku miasto zostało spalone przez szwedzkich żołnierzy podczas III wojny północnej. Po wojnie duńskiej w 1864 roku i wojnie prusko-austriackiej w 1866 roku cały Szlezwik-Holsztyn stał się pruską prowincją. W 1932 roku doszło do incydentu zwanego Altońska krwawa niedziela. Podczas przemarszu bojówek SA, przez w większości komunistyczną Altonę doszło do strzelaniny w której zginęło 18 osób. Incydent ten stał się pretekstem do likwidacji lewicowego rządu w Prusach.
W 1938 roku na mocy Ustawy o Wielkim Hamburgu Altona stała się częścią Hamburga.

## Zabytki
- Kościół pw. św Trójcy (St. Trinitatis) z 1742/1743
- nowy ratusz z 1844
- Kościół pw. św Pawła (St. Pauli) z 1819
- cmentarz żydowski